# IC 3165
IC 3165 ist eine Balken-Spiralgalaxie vom Hubble-Typ SBb mit aktivem Galaxienkern im Sternbild Coma Berenices am Nordsternhimmel. Sie ist schätzungsweise 371 Millionen Lichtjahre von der Milchstraße entfernt und hat einen Durchmesser von etwa 210.000 Lichtjahren.
Im selben Himmelsareal befinden sich u. a. die Galaxien NGC 4295, IC 3168, IC 3172, IC 3193.
Das Objekt wurde am 23. März 1903 von dem deutschen Astronomen Max Wolf entdeckt.